# صاحب الزنج
علي بن محمد بن عبد الرحيم الورزنيني العلوي والمعروف بصاحب الزنج لأن غالبية أنصاره كانوا من العَبيد ذوي البشرة السوداء. قاد ثورةً عارمة ضد الحكم العباسي بين عامي (255-270هـ) أدت إلى سيطرته على مدينة البصرة والأهواز وأجزاء من واسط حتى هدد بغداد إلى أن اتنتدب لمحاربته الأمير الموفق بالله أبو أحمد بن المتوكل أخ الخليفة المعتمد على الله وحدثت بينهما حروب جسام أدت إلى مقتل صاحب الزنج وفل عسكره.

له أشعار في الفتك والبسالة كان يقولها وينحلها غيره.

## النشأة
ولد في قرية ورزنين، في الري وهي الآن تقع بالقرب من طهران، وقضى حياته المبكرة فيها وقد يكون ذلك ما حمّل الكثير من المؤرخين بأنه فارسي. وجَدِهِ لأبيه هو عبد الرحيم من عبدالقيس وُلد في الطالَقَان إحدى مدن فارس، ثم استقر في العراق، ورُزق بمحمد أب صاحب الزنج من جارية سندية قد ابتاعها. وتزوج أبيه بامرأة تسمى قرة من خُزيمة، وولدت له بنتين ماتتا صغيرتين، وولدت له ابنه علي بن محمد صاحب الزنج،  وحدثت مشاكل بين أبيه محمد وأمه قرة بعدما اشترى جارية، ففارقته. وخرج ومعه ابنه، ولم تسمع لهما خبراً لعدة سنين، وعاد الولد لأمه وأخبرها بموت أبيه.
نزل سامرا عاصمة الخلافة الجديدة، وكانت له اتصالات من حاشية السلطان، وأخوال بني العباس. وكان علي يعيش بفضل عطايا هؤلاء، ويتصرف في أعمال الديوان، ويراسل أصحاب السلطان وكتّاب الدولة بأشعار المديح. بالإضافة لتكسبه من الشعر، كان يعلم الأولاد الخط والنحو والنجوم.

## نسبه
يتضارب المؤرخين في نسبه، فقد أوغل مؤرخو الدولة العباسية في الطعن في نسبه واتُهم تارةً بأنه عربي من عبدالقيس وتارةً بأنه دعيٌ وأخرى بأنه فارسي حيث ذكره ابن الجوزي باسم بهبوذ. وذكره ابن تغري بردي باسم نهيُود. وجميع ذلك لا معنى له لاسيما أنه كان أحد خواص الخليفة المنتصر بالله وندمائه. وذكر الطبري أن اسمه علي بن محمد بن عبد الرحيم، فيما ساق ابن الجوزي البغدادي نسبه كالآتي: علي بن محمد بن أحمد بن علي بن عيسى بن زيد بن علي بن الحسين بن علي بن أبي طالب. ويقول ابن أبي الحديد: إن جمهور النسابين اتفقوا على أنه من عبد القيس، أما ابن كثير فيعتبره من أجزاء عبد القيس، فيصف علي بن محمد بأنه كان أجيراً لعبد القيس. وأمهُ قرة ابنة علي بن رُحَيب بن محمد بن حكيم، من بني أسد بن خُزيمة. وكان جده لأمه محمد بن حكيم من أهل الكوفة، خرج على الخليفة الأموي هشام بن عبدالملك مع زيد بن علي بن الحسين. فلما قُتل الثائر هَرب جده إلى الري.

## ثورته
لا يوجد الكثير من المعلومات عن نشأته إلا كونه كان شاعرًا في بداية أمره ثم اشتغل بتدريس الخط والنحو والنجوم. ظَهر في عهد الخليفة العباسي المنتصر بالله (247ـ248هـ/861ـ862م)، حيث كان واحدًا من ندمائه. وعندما تخلص الأتراك من المنتصر، شتتوا رجاله بالنفي والقتل والاعتقال، فكان علي بن محمد واحدًا من المعتقلين.
تخلص من الاعتقال عندما وقعت الفتنة بين طوائف الجند في خلافة المستعين بالله ففتحت أبواب السجون، فغادر بغداد إلى مواطن القبائل العربية في الخليج، عازمًا على الثورة. وبدأ بالبحرين وبقبائل هجر. وفي سنة 249هـ/863م ألحقت به الدولة هزائم عدة، فانتقل مع كبار أنصاره إلى البصرة، فناصرته قبيلة بني ضبيعة. دارت معارك بينه وبين العباسيين، وتمكن من اجتذاب الزنج إلى جانبه. وكانوا من الموالي المستضعفين، يعملون في تنقية الأرض من الأملاح لتصبح صالحة للزراعة وتثمر لكبار الملاك.
التقى بريحان الزنجي بعد سبع سنوات من بدء ثورته واتفقا معاً على قتال العباسيين وأصبح تحرير العبيد واحدًا من أهم مطالب الثورة فتوافد الزنج إلى معسكرات الثورة، فارين من سادتهم، وانضم إليه كذلك فقراء الفلاحين في جنوبي العراق. وكانت الحاميات الزنجية في جيش الدولة تنحاز بأسلحتها إلى جيش الثورة عند كل لقاء، وامتدت الثورة إلى البحرين والبصرة والأبلة والأهواز والقادسية وواسط وكربلاء وأغلب سواد العراق. وأقام له دولة وعاصمة أسماها المختارة، وسط المستنقعات. وأقام نظامها على مبدأ المساواة. وبَنَت الدولة مدينة الموفقية تجاه المختارة، لتقود منها الحملات على عصابات الزنج. وحاصرتهم الدولة أربع سنوات، ودارت بين الفريقين معارك مضنية فصلها الطبري في أكثر من مائتي صفحة، وفني خلق كثير من الفريقين. ولم تتمكن الدولة من القضاء عليه إلا بعد عشرين سنة من الصراع المرير.

## شعره
تُنسب له أبيات شعرية في مدح أصحاب السلطان وكتاب الدولة، وأبيات في الغزل، وأبيات بها نزعة شيعية صريحة وأبياته متناثرة في بطون الكتب يصل مجموعها لأكثر من 100، منها هذه الأبيات التي يفتخر فيها بنسبه العلوي ويتوعد بني العباس:
ومن شعره أيضاً